# Varanus bolkayi
Varanus bolkayi — викопний вид варанів із середнього плейстоцену Яви. Varanus bolkayi має відносно більшу ширину презигапофізів і менший діаметр нервових шипів у порівнянні з Varanus komodoensis. Однак, інші автори викопні рештки V. bolkayi, знайдені на Яві, і два хребці варанід із західного Тимору, припускають, що представляють підвид V. komodoensis, що свідчить про ширше розповсюдження V. komodoensis від Тимору до Яви.